# Galesauridae
Los galesáuridos (Galesauridae) son una familia de cinodontos que existió en lo que actualmente es Sudáfrica y Rusia durante parte del Pérmico y Triásico.